# プロスト・AP05
プロスト・AP05 (Prost AP05) は、プロスト・グランプリが2002年のF1世界選手権参戦用に開発し投入予定だったフォーミュラ1カー。レースには出走しなかった。

## 概要
AP05は50%のスケールで製造され、風洞でテストされた。2001年12月9日、アラン・プロストはシーズンをプロスト・AP04で開始し、シーズンのヨーロッパレグの開始時にAP05を発表する計画であるため、レース1には車の準備が整っていない可能性があると発表した。プロストは、新しい車は大きな前進となるだろうが、以前の設計ほど信頼性が高くない可能性があると発表した。すぐにチームは財政難に陥り、F1から撤退した。